# 丁文华
丁文华（1956年4月6日—），北京人，广播电视技术专家，中国工程院院士，深圳大学电子与信息工程学院院长。

## 履历
1982年，于中国传媒大学（原北京广播学院）电视工程系毕业。
1982年，被分配到中央电视台工作。1984年，参与建设中央电视台彩电中心电视技术系统，并担任播出系统的技术负责人。1994年，成功主持完成中国首套自主研发的彩色电视自动播出系统。2000年后，主持建立了新一代电视台网络化制播系统。
1995年，被聘为教授级高级工程师。2000年至2016年任中央电视台总工程师。
2019年1月，任深圳大学电子与信息工程学院院长。
2013年，当选中国工程院院士。